# Igreja de São Pedro de Tarouca

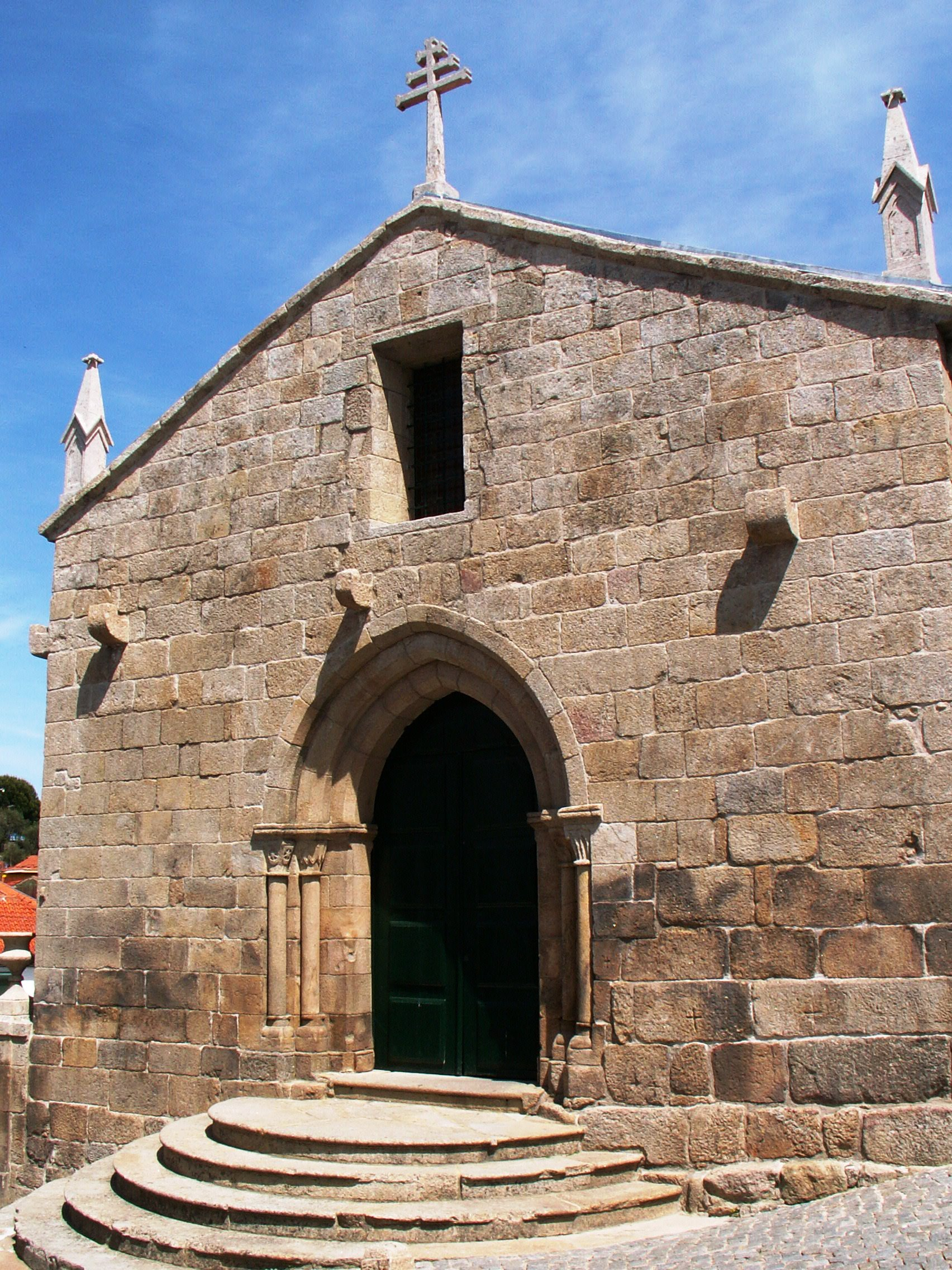
Igreja de São Pedro de Tarouca, Tarouca, Portugal

A Igreja de São Pedro de Tarouca, também referida como Igreja Paroquial de Tarouca, localiza-se na atual freguesia de Tarouca e Dálvares, na vila e no município de Tarouca, em Portugal.
O primeiro documento em que surge referida data de 1163. Na estrutura da igreja, são visíveis pormenores do estilo românico, de transição para o gótico.
A Igreja de São Pedro de Tarouca está classificada como Imóvel de Interesse Público desde 1948.